# Ernst Lamp
Ernst August Lamp (* 4. April 1850 in Kopperpahl; † 10. Mai 1901 in der Station Tschivitoke am Kiwusee) war ein deutscher Astronom.

## Leben
Ernst Lamp war ein Sohn von Peter Lamp (* 6. November 1813 in Wendtorf; † 12. November 1890 in Kiel) und dessen Ehefrau Magdalena Dorothea, geborene Mordhorst (* 2. Juli 1824 in Kopperpahl; † 4. Juni 1894 in Kiel). Der Vater war ein Kopperpahler Erbpächter, dessen Vater Claus Lamp als Hufner in Wendtorf arbeitete. Der Vater seiner Mutter namens Dietrich Detlef Mordhorst war ebenfalls Erbpächter in Kopperpahl. Er hatte einen Bruder namens Johannes Christian (* 22. Oktober 1857 in Kopperpahl; † 1891 in Davos), der ein Astronom war.
Von 1861 bis 1869 besuchte Lamp ein Kieler Gymnasium. Danach studierte er an der Kieler Universität Mathematik und Astronomie. 1870/71 kämpfte er im Deutsch-Französischen Krieg und studierte danach in Berlin. 1874 wurde er in Göttingen zum Dr. phil. promoviert und erhielt im selben Jahr eine Assistentenstelle am Geodätischen Institut in Berlin. Hier beteiligte er sich an Beobachtungen und Kalkulationen für das hessische, rheinische und märkisch-thüringische Triangulationsnetz.
Im Herbst 1877 wechselte Lamp als zweiter Observator und Kalkulator an die Kieler Sternwarte. 1881 habilitierte er sich an der Universität Kiel. 1883 wurde er erster Observator der Sternwarte. Nach dem Tod des Sternwartendirektors Adalbert Krueger 1896 übernahm Lamp provisorisch dessen Stelle, wo es jedoch zu Problemen kam. 1897 stellte er daher den Antrag auf Beurlaubung an das Geodätische Institut in Potsdam. Hier überarbeitete er im Harz erstellte Azimutalbeobachtungen, mit denen die Gestalt des Geoids im Harz und umliegender Regionen bestimmt worden waren.
Im Dezember 1889 ernannte die Kieler Universität Lamp zum außerordentlichen Professor. Er selbst fühlte sich isoliert und sah seine Situation als unbefriedigend an. Im August 1900 reiste er daher als kaiserlicher Kommissar für das Auswärtige Amt nach Deutsch-Ostafrika. Dabei gehörte er einer Expedition zur Regulierung der Grenzen im Bereich des Kiwusees an, die astronomische Grenzbestimmungen vornehmen sollte. Die Arbeiten sollten zwei Jahre dauern.
Lamp hatte den Großteil seiner Aufgaben nach acht Monaten fertiggestellt. Dazu gehörte die Längenbestimmung des bedeutenden Routen-Kreuzungspunktes Tabora. Während dieser Arbeiten, die unvollendet blieben, starb er aufgrund eines Schlaganfalls. Er wurde in der Station Ischangi begraben.

## Wissenschaftliche Leistungen
Lamp beschäftigte sich mit der Kometenkunde. Er bestimmte eine Bahn des Kometen 1891 I und erstellte ein Elementensystem über den seit 1846 bekannten und seit 1879 verschwundenen Brorsenschen Kometen und bemühte sich, die Position für dessen Wiedererscheinen zu ermitteln. Am 15. Februar 1896, somit einen Tag nach Charles Dillon Perrine, entdeckte er den Kometen 1896 I. Dieser trägt nach den Entdeckern den Namen „Lamp-Perrine“.
Ab 1884 beschäftigte sich Lamp mit Revisionen und Anschlussbeobachtungen für die Helsingfors-Gothaer Zonen. Während der Zeit in Kiel gehörte er zur Redaktion der Astronomischen Nachrichten und arbeitete in der astronomischen Zentralstelle, in der er die Sicherung der Kometenentdeckungen übernahm. Außerdem unterrichtete er Mathematik an der Kieler Marineschule und übersetzte 1878 „De geodaetiske Hovedpunkter og deres Koordinater“, das 1876 G. Zachariae auf Dänisch geschrieben hatte und das als wichtiges Werk der Geodäsie galt.

## Familie
Am 4. November 1878 heiratete Lamp in Brodersby Sophia Schütt (* 1. September 1858 in Brodersby; † 3. April 1945 in Kiel). Das Ehepaar hatte zwei Söhne und drei Töchter. Die Tochter Hulda (* 13. September 1879 in Kiel; † 3. April 1945 ebenda) heiratete 1901 den Juristen Hermann Luppe. Der Sohn Bernhard Lamp (1881–1920) war Rechtsanwalt und Anarchist.